# Thomas Sébillet
Thomas Sébillet (1512 - 1589) was een Franse vertaler, essayist en dichter. Zijn werk stond geheel in het teken van neoplatonisme. Hij is vooral bekend geworden dankzij zijn Art poétique français, een werk dat in 1548 in twee delen werd gepubliceerd. Joachim du Bellay deed hieruit inspiratie op om in 1549 zijn bekend geworen Défense et illustration de la langue française op te stellen.
Naast poëet was Sébillet jurist. Als zodanig was hij  bevriend met Michel de L'Hospital, Étienne Pasquier en Pierre de l'Estoile.

## Publicaties
- Art poetique françois. Pour l'instruction dés jeunes studieus, & encor peu avancéz en la pöesie françoise (1548) Tekst online
- La Louenge des femmes, invention extraite du commentaire de Pantagruel, sur l'Androgyne de Platon (1551) Tekst online
- Contramours. L'antéros ou contr amour, de Messire Baptiste Fulgose, jadis duc de Gennes. Le dialogue de Baptiste Platine, contre les folles amours. Paradoxe contre l'amour, traduction de l'ouvrage de Battista Fregoso (1453-1504), doge de Gênes (1581)

- Biblioteca Nacional de España: XX5414650
- Bibliothèque nationale de France: cb121131433 (data)
- Gemeinsame Normdatei: 118795945
- International Standard Name Identifier: 0000 0001 0874 6462
- Library of Congress Control Number: n91123822
- Nationale Bibliotheek van Tsjechië: kup19980000089257
- Nationale Bibliotheek van Israël: 987007272677405171
- Nederlandse Thesaurus van Auteursnamen: 075137542
- Système universitaire de documentation: 029521653
- Virtual International Authority File: 17254426
- WorldCat: E39PBJr3qxmr6HYhHmW8vP4g8C